# Ребенсбург, Виктория
Викто́рия Ре́бенсбург (нем. Viktoria Rebensburg; 4 октября 1989, Кройт, Бавария) — немецкая горнолыжница, олимпийская чемпионка 2010 года в гигантском слаломе, двукратный серебряный призёр чемпионатов мира в гигантском слаломе (2015 и 2019), трёхкратная чемпионка мира среди юниоров, многократная чемпионка Германии, многократная победительница этапов Кубка мира.

## Спортивная биография

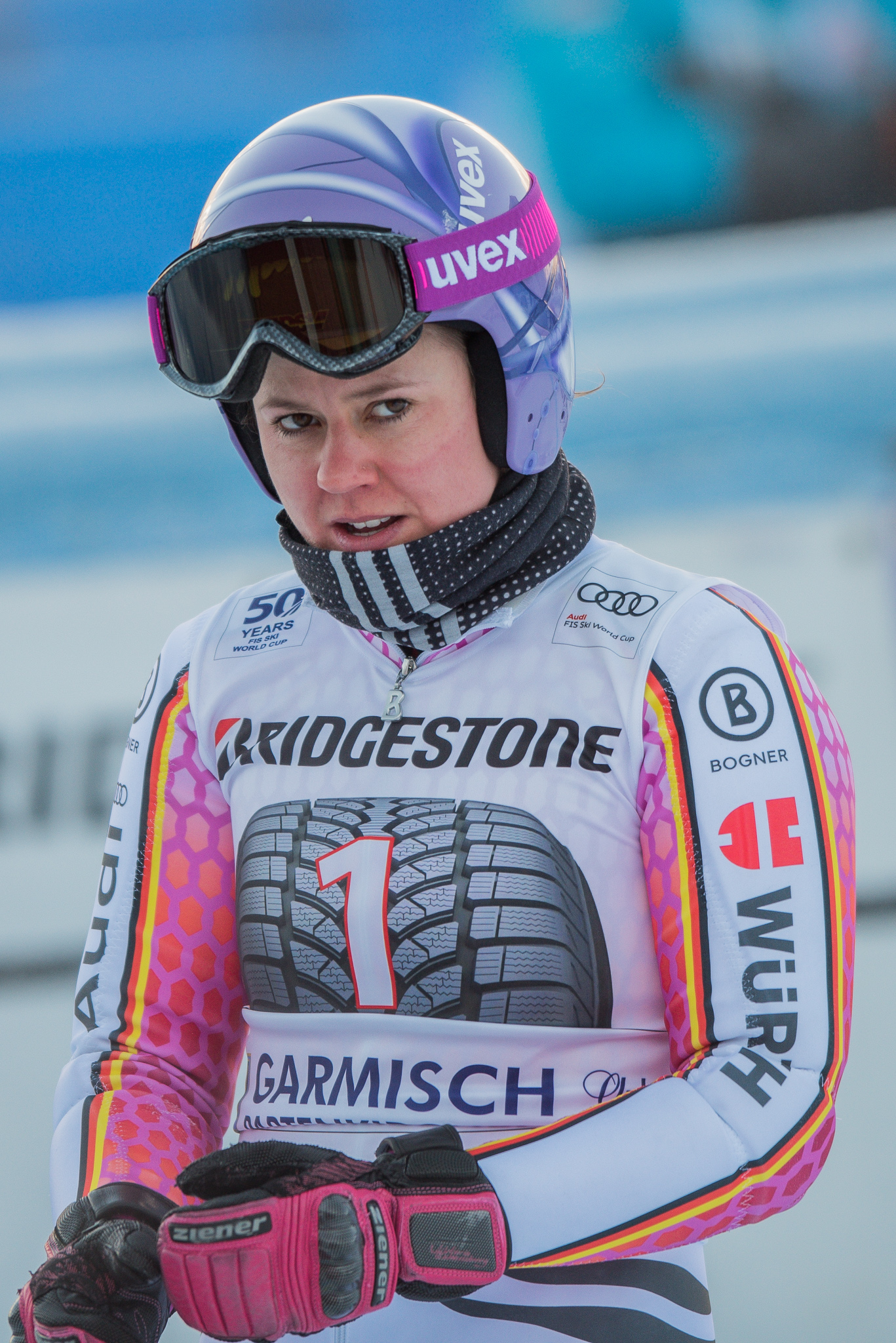
2017 год

Родилась в небольшой альпийской коммуне Кройт в Верхней Баварии на границе с Австрией.
Виктория занимается горными лыжами с детства. В 2003 году Немецкий лыжный союз включил её в третий состав национальной сборной по горным лыжам, с этого года она участвовала в международных юниорских соревнованиях.
В 2006 году 16-летняя Виктория Ребенсбург выиграла взрослый чемпионат Германии в гигантском слаломе. В том же году она была включена в первый состав сборной и в декабре 2006 года дебютировала на этапе Кубка мира. В сезоне 2006/2007 ей удалось один раз попасть в первую десятку на этапе Кубка мира, кроме того, она победила на двух этапах Кубка Европы. На чемпионате мира 2007 года Виктория Ребенсбург заняла 8-е место в гигантском слаломе.
В 2008 году Виктория завоевала три медали — золото, серебро и бронзу на юниорском чемпионате мира, а также два титула чемпионки Германии — в гигантском слаломе и супергиганте. На юниорском чемпионате мира 2009 ей достались две золотые медали. В 2009 году её признали лучшим молодым спортсменом Германии.
В сезоне 2009/2010 к Виктории Ребенсбург приходит настоящий успех на взрослом уровне. 28 декабря 2009 года она впервые попадает в первую пятёрку на этапе Кубка мира, а 24 января 2010 года впервые попадает на пьедестал (второе место). 24 февраля 2010 года на Олимпиаде в Ванкувере она становится олимпийской чемпионкой в гигантском слаломе — первой олимпийской чемпионкой от Германии в этой горнолыжной дисциплине за последние 54 года. В олимпийском супергиганте Виктория заняла 28-е место.
23 октября 2010 года Виктория выиграла свой первый в карьере этап Кубка мира, победив в стартовой гонке сезона 2010/2011 — гигантском слаломе в Зёльдене. 6 февраля 2011 года выиграла гигантский слалом в немецком Цвизеле, а через месяц — в чешском Шпиндлерув-Млине. По итогам сезона 2010/11 Виктория стала обладательницей малого Кубка мира в зачёте гигантского слалома. В ноябре 2011 года выиграла этап Кубка мира в гигантском слаломе в американском Аспене. В начале марта 2012 года за 2 дня выиграла 2 гигантских слалома в баварском Офтершванге. На финальном этапе сезона в австрийском Шладминге впервые в карьере выиграла супергигант, а также одержала очередную победу в гигантском слаломе. Благодаря этому успеху, Виктория второй год подряд выиграл зачёт гигантского слалома в рамках Кубка мира.
В сентябре 2020 года объявила о завершении карьеры из-за последствий травмы.

## Результаты на крупнейших соревнованиях

### Зимние Олимпийские игры
| Олимпийские игры | Скоростной спуск | Супергигант | Гигантский слалом | Слалом | Комбинация | Команды |
| ---------------- | ---------------- | ----------- | ----------------- | ------ | ---------- | ------- |
| 2010 Ванкувер    | —                | 28          | 1                 | —      | —          | н/д     |
| 2014 Сочи        | 15               | 9           | 3                 | —      | —          | н/д     |
| 2018 Пхёнчхан    | 9                | 10          | 4                 | —      | —          | —       |

### Чемпионаты мира
| Чемпионат мира       | Скоростной спуск | Супергигант | Гигантский слалом | Слалом | Комбинация | Команды |
| -------------------- | ---------------- | ----------- | ----------------- | ------ | ---------- | ------- |
| 2007 Оре             | —                | —           | 8                 | —      | —          | —       |
| 2009 Валь-д’Изер     | —                | 10          | 9                 | —      | —          | —       |
| 2011 Гармиш          | —                | DNS         | 5                 | —      | —          | —       |
| 2013 Шладминг        | —                | 8           | 11                | —      | —          | —       |
| 2015 Вейл/Бивер-Крик | 10               | 5           | 2                 | —      | —          | 9       |
| 2017 Санкт-Мориц     | 11               | 4           | DNF1              | —      | —          | 9       |
| 2019 Оре             | 11               | 4           | 2                 | —      | —          | —       |

### Кубок мира

#### Завоёванные Хрустальные глобусы
- Гигантский слалом — 3 раза: 2010/11, 2011/12, 2017/18

#### Победы на этапах Кубка мира (19)
| №  | Сезон   | Дата           | Место               | Дисциплина             |
| -- | ------- | -------------- | ------------------- | ---------------------- |
| 1  | 2010/11 | 23 окт 2010    | Зёльден             | Гигантский слалом      |
| 2  | 2010/11 | 6 фев 2011     | Цвизель             | Гигантский слалом (2)  |
| 3  | 2010/11 | 11 мар 2011    | Шпиндлерув-Млин     | Гигантский слалом (3)  |
| 4  | 2011/12 | 26 ноя 2011    | Аспен               | Гигантский слалом (4)  |
| 5  | 2011/12 | 2 мар 2012     | Офтершванг          | Гигантский слалом (5)  |
| 6  | 2011/12 | 3 мар 2012     | Офтершванг          | Гигантский слалом (6)  |
| 7  | 2011/12 | 15 мар 2012    | Шладминг            | Супергигант            |
| 8  | 2011/12 | 18 мар 2012    | Шладминг            | Гигантский слалом (7)  |
| 9  | 2012/13 | 19 дек 2012    | Оре                 | Гигантский слалом (8)  |
| 10 | 2012/13 | 20 янв 2013    | Кортина-д’Ампеццо   | Супергигант (2)        |
| 11 | 2015/16 | 17 янв 2016    | Флахау              | Гигантский слалом (9)  |
| 12 | 2015/16 | 30 янв 2016    | Марибор             | Гигантский слалом (10) |
| 13 | 2015/16 | 20 мар 2016    | Санкт-Мориц         | Гигантский слалом (11) |
| 14 | 2017/18 | 28 окт 2017    | Зёльден             | Гигантский слалом (12) |
| 15 | 2017/18 | 25 ноя 2017    | Киллингтон          | Гигантский слалом (13) |
| 16 | 2017/18 | 23 янв 2018    | Кронплац            | Гигантский слалом (14) |
| 17 | 2018/19 | 14 марта 2019  | Сольдеу             | Супергигант (3)        |
| 18 | 2019/20 | 8 декабря 2019 | Лейк-Луиз           | Супергигант (4)        |
| 19 | 2019/20 | 8 фев 2020     | Гармиш-Партенкирхен | Скоростной спуск       |